# Aeroportul Ugolny
Aeroportul Ugolny (IATA: DYR, ICAO: UHMA) este un aeroport din Rusia ce deservește zona Anadîr. Aeroportul a fost tranzitat în 2021 de 110.113 pasageri. A fost deschis în 1950 și numit după Yuri Rytkheu⁠(d).
Situat la o altitudine de 59 m, aeroportul dispune de 1 pistă. Este operat de Chukotavia⁠(d).

## Infrastructură

### Piste
Aeroportul dispune de o singură pistă. Pista 01/19 are suprafața de beton și dimensiunile  × . 